# 朱维铮
朱维铮（1936年7月14日—2012年3月10日），江蘇無錫人，中国史学家，复旦大学教授。主要研究中国经学史、中国思想文化史、中国学术史、中国史学史、中西文化交流史和中国近代史等多个领域。

## 简历
籍隶江苏无锡，于1960年毕业于复旦大学历史系，师承陈守实、周予同。留校后历任助教、讲师、副教授、教授，讲过中国史学史等课程二十多门，编过大学文科教材《中国历史文选》及修订版。研究方向为中国经学史、中国思想文化史。主要著作有《走出中世纪》、《求索真文明》、《马相伯传略》、《中国经学史十讲》、《音調未定的傳統》等。还辑编校释有《章太炎选集》注释本（合作），《章太炎全集》第三卷，《訄书》《检论》三种集校本，《康有为卷》（中国现代学术经典本），《中国现代思想史资料简编》五四卷。主编文集《马相伯集》、《利玛窦中文著译集》、《徐光启全集》等。
因肺癌于2012月3月10日在上海新华医院逝世，享年76岁。